# Sun Zhiwei
Sun Zhiwei (en chino, 孙智伟; pinyin, Sūn Zhìwěi; Wade-Giles, Sun Chih-wei, nacido el 16 de octubre de 1965) es un matemático chino que trabaja principalmente en teoría de números, combinatoria y teoría de grupos. Es profesor en la Universidad de Nankín.

## Semblanza
Sun Zhiwei nació en Huai'an, Jiangsu. Sun y su hermano gemelo Sun Zhihong demostraron un teorema sobre lo que ahora se conoce como los números primos de Wall-Sun-Sun.
Sun demostró la identidad curiosa de Sun en 2002. En 2003, presentó un enfoque unificado de tres temas de Paul Erdős en la teoría de números combinatorios: el sistema de recubrimiento, el conjunto restringido y el problema de suma cero o teorema EGZ.
Con Stephen Redmond planteó la conjetura de Redmond-Sun en 2006.
En 2013, publicó un artículo que contenía numerosas conjeturas sobre números primos, una de las cuales establece que para cualquier número entero positivo {\displaystyle m} hay números primos consecutivos {\displaystyle p_{k},\ldots ,p_{n}\ (k<n)} que no superan a {\displaystyle 2m+2.2{\sqrt {m}}} tales que {\displaystyle m=p_{n}-p_{n-1}+...+(-1)^{n-k}p_{k}}, donde {\displaystyle p_{j}} denota el {\displaystyle j}-ésimo primo.
Es el redactor jefe del Jornal de Combinatoria y Teoría de Números.